# Edward Starzeński
Edward Starzeński herbu Lis (ur. 1854 lub 1855 w Górze Ropczyckiej lub w Sędziszowie, zm. 11 września 1909 w Podgórzu) – hrabia, c. k. urzędnik samorządowy.

## Życiorys
Urodził się 3 października 1854 lub 13 października 1855 w Górze Ropczyckiej bądź w 1855 w Sędziszowie). Był synem Kazimierza Starzeńskiego (1807-1877) i Marii z domu Smorągiewicz (1830-1903). Jego rodzeństwem byli: Julia (ur. 1857, żona Mieczysława Deisenberga, a potem Czesława Zapalskiego), Kazimiera (ur. 1858, żona Tytusa Lemera), Karol (1860-1921).
Ukończył naukę w gimnazjum w Krakowie, a następnie studia na Uniwersytecie w Innsbrucku. Wstąpił do służby administracyjnej Austro-Węgier. Był zatrudniony w starostwach w Bozen, Schwaz, Wiedniu, Korneuburgu. Około 1889 został przeniesiony Sanoka w Galicji i od tego czasu był tam komisarzem w starostwie c. k. powiatu sanockiego. Stamtąd w styczniu 1890 został przeniesiony do Krakowa i odtąd był komisarzem starostwa c. k. powiatu krakowskiego do Krakowa. Od około 1892 do 1896 był sekretarzem namiestnictwa w C. K. Namiestnictwie we Lwowie, skąd od około 1893 w tym charakterze był przydzielony do starostwa w Krakowie. W tym okresie, od około 1893 do 1896 był też komisarzem rządowym Banku Galicyjskiego dla handlu i przemysłu w Krakowie. Około 1895/1896 był też członkiem wydziału w Krajowym Towarzystwie Rybackim w Krakowie.
12 sierpnia 1896 został starostą utworzonego w tym czasie c. k. powiatu podgórskiego i piastował ten urząd przez 13 lat do końca życia. Z racji sprawowanego stanowiska równolegle pełnił funkcję przewodniczącego C. K. Rady Szkolnej Okręgowej w Podgórzu.
7 czerwca 1906 otrzymał tytuł i charakter c. k. radcy namiestnictwa, a 1 maca 1907 tytuł rzeczywistego c. k. radcy namiestnictwa. 15 lutego 1899 otrzymał tytuł honorowego obywatelstwa miasta Podgórze.
28 lipca 1881 w Innsbrucku poślubił Filomenę (wzgl. Minnę, ur. 1864) Bandeson, córkę właściciela tamtejszego hotelu Tirolerhof. Mieli córkę Marię (1882-1962, żona Arpada Chwalibogowskiego), Kazimierę Helenę (ur. 1883, żona Jana Kantego Fibicha), Kazimierza (ur. 1888), Egona (1889-1939).

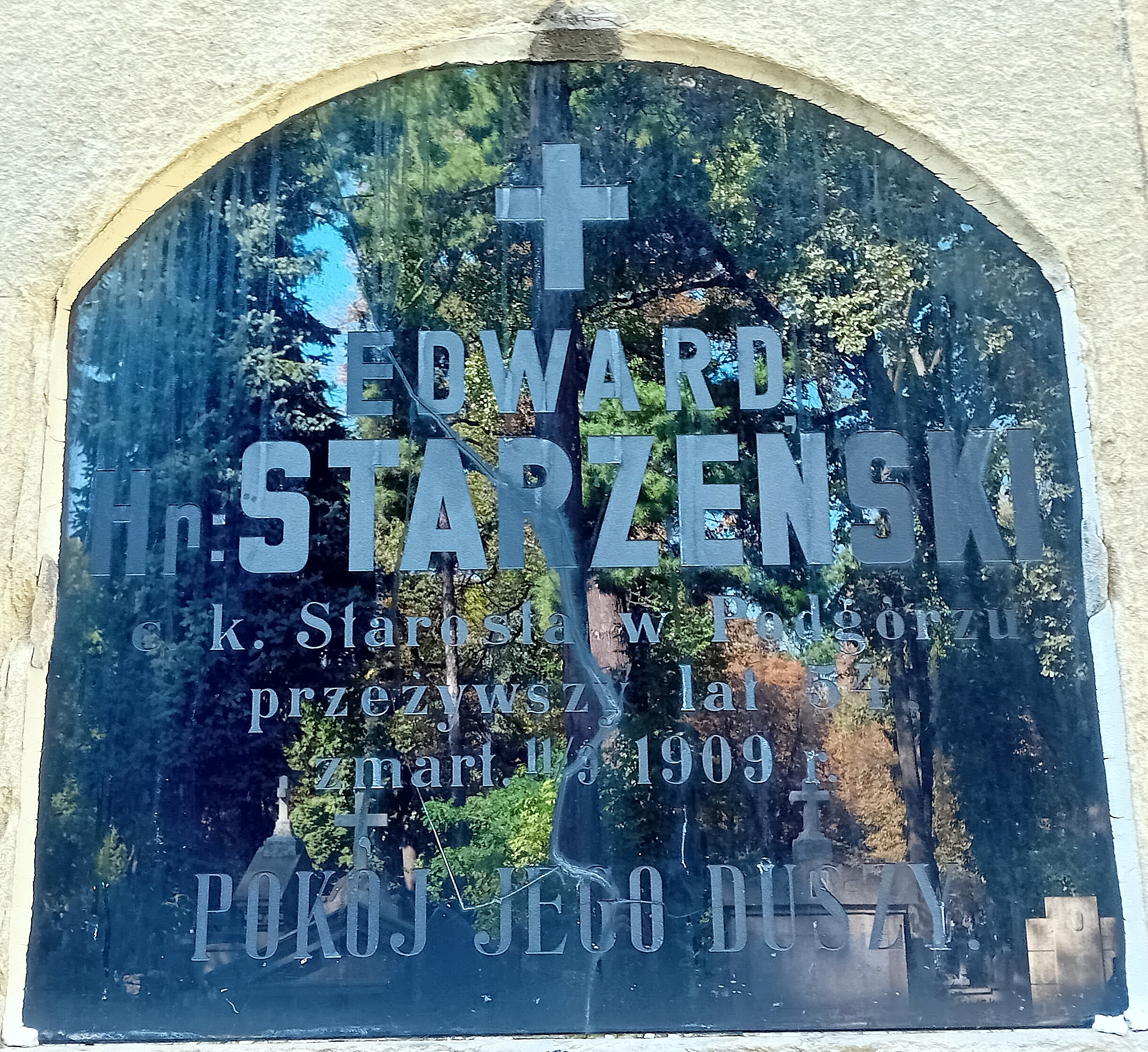
Tablica nagrobna Edwarda Starzeńskiego

Latem 1909 uczestniczył w polowaniu pod Wiedniem, podczas którego został ukąszony przez muchę. Początkowo zbagatelizował niewielką ranę na szyi, lecz następnie do organizmu wdało się zakażenie krwi, a przeprowadzona kilkanaście dni od zdarzenia operacja nie powiodła się i 11 września 1909 chory zmarł w Podgórzu. Został pochowany na cmentarzu Rakowickim w Krakowie 13 września 1909 (katakumba Wolnego).

## Odznaczenia
- Kawaler Orderu Franciszka Józefa (22 lutego 1903)[1]
- Medal Jubileuszowy Pamiątkowy dla Cywilnych Funkcjonariuszów Państwowych[23]
- Krzyż Jubileuszowy dla Cywilnych Funkcjonariuszów Państwowych[23]